# 27 листопада
27 листопада — 331-й день року (332-й у високосні роки) у григоріанському календарі. До кінця року залишається 34 дні.

## Свята та пам'ятні дні

### Релігійні

#### Католицизм
Пам'ять преподобної Більхільди Альтмюнстерської, ігумені (близько 734);
Пам'ять святителя Віргілія, єпископа Зальцбурзького (784 рік);
Пам'ять святого Гумілія з Бізіньяно (1637).

#### Православ'я
- Пам'ять великомученика Якова Персянина.
- Преподобного Палладія.
- Преподобономучеників монахів 17 в Індії.
- Преподобного Романа.
- Знайдення мощей благовірного князя Новгородського Всеволода, у святому хрещенні Гавриїла, Псковського чудотворця[1].

## Іменини
Православні: Яків, Палладій, Роман, Всеволод.

## Події
- 1095 — Папа Римський Урбан II на соборі в Клермоні проголошує Перший хрестовий похід
- 1001 — битва за Пешавар.
- 1620 — Пілігрими висадились в Америці.
- 1893 — у Львові відбулася прем'єра п'єси Івана Франка «Украдене щастя», постановку здійснив Кость Підвисоцький, який і виконав роль Миколи Задорожного. Анну грала Антоніна Осиповичева.
- 1895 — Альфред Нобель підписав свій заповіт, по якому його майно поступає до фонду Нобелівської премії.
- 1897 — ввели в експлуатацію Єнакієвський металургійний завод — одне з найстаріших металургійних підприємств України.
- 1918 — відбулися перші установчі спільні збори Української Академії Наук, на яких президентом Академії було обрано В. Вернадського, секретарем — А.Кримського.
- 1928 — в Одеській окрузі створено першу в СРСР машинно-тракторну станцію.
- 1937 — у віці 73 років «народний патріарх» митрополит Василь (Липківський) розстріляний за вироком «трійки» НКВС.
- 1943 — бій підрозділів УПА з 2 дивізіями вермахту у Чорному лісі.
- 1952 — у свій перший рейс вирушив львівський тролейбус.
- 1971 — радянська автоматична станція Марс-2 зробила посадку на Марсі.
- 1992 — у Відні пожежа охопила палац Гофбург. Від вогню постраждали два гобелени XVIII століття, Великий та Малий зали, де в 1814-15 роках проходили засідання Віденського конгресу, але пожежникам вдалося врятувати палац.
- 2004 — Верховна Рада України на позачерговому засіданні визнала результати повторного голосування на виборах Президента 21.11.2004 такими, що не відображають повною мірою волевиявлення народу і є недійсними. За прийняття такого рішення проголосувало 323 депутати.

## Народились

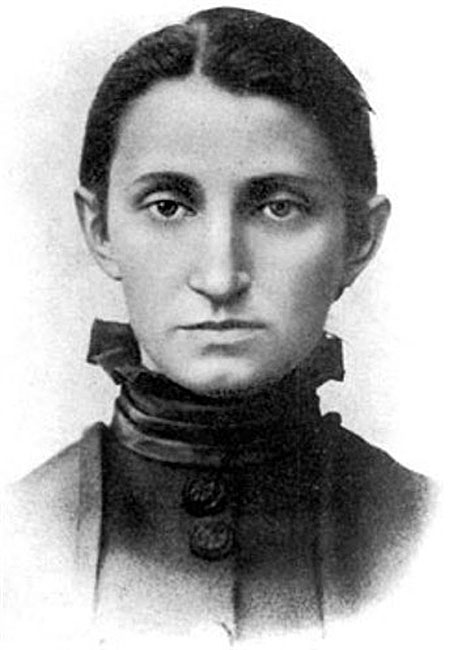
Ольга Кобилянська

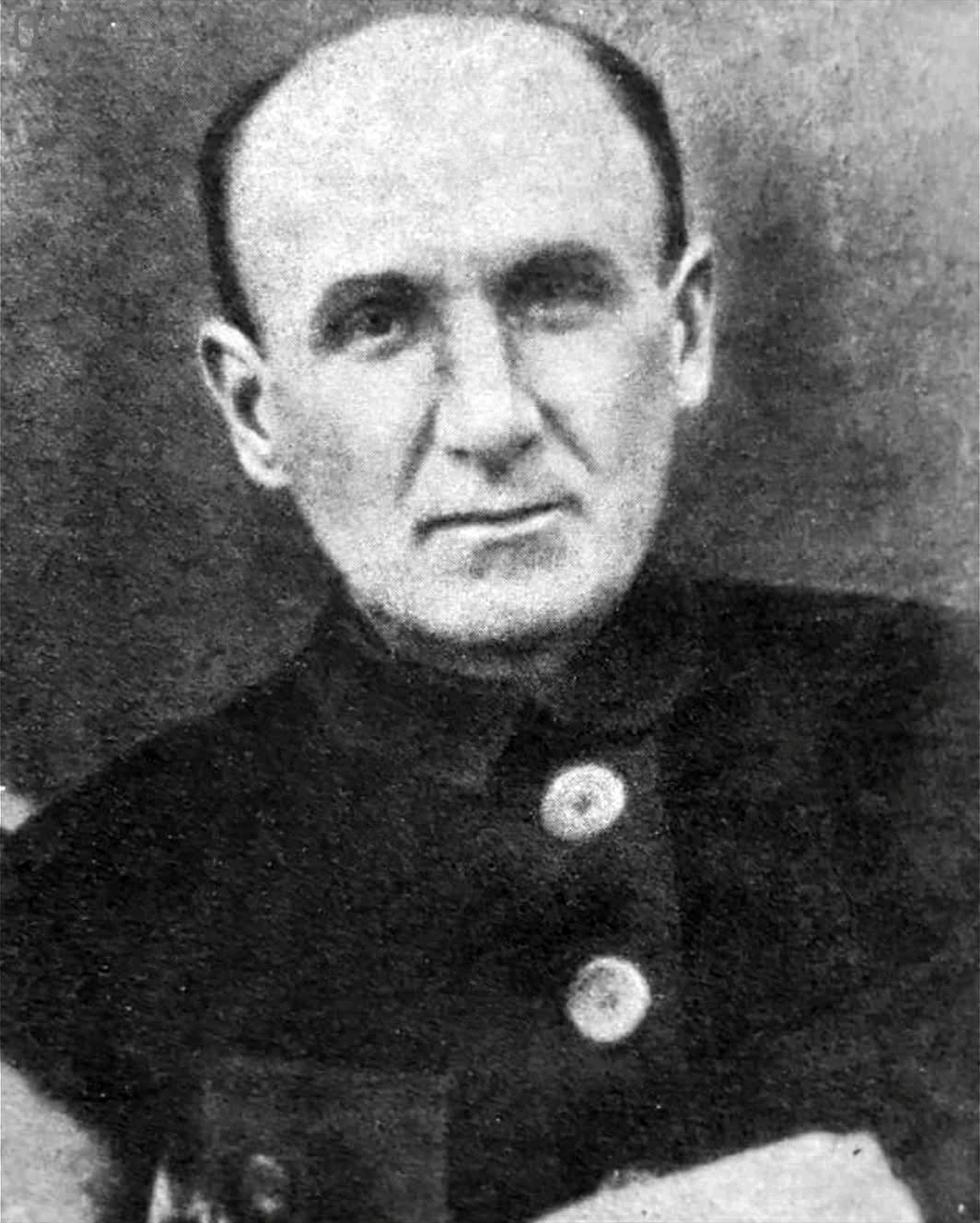
Григорій Чупринка

Дивись також Категорія:Народились 27 листопада
- 1701 — Андерс Цельсій, шведський астроном, геолог і метеоролог.
- 1863 — Ольга Кобилянська, українська письменниця, активна діячка жіночого руху Буковини.
- 1879 — Григорій Чупринка, український культурний, військовий і політичний діяч, поет-романтик (Огнецвіт, Метеор, Сон-трава, Лицар-Сам). Розстріляний ЧК.
- 1986 — Цуґухару Фудзіта, художник з Франції, японського походження.
- 1899 — Єлисавета Скоропадська, українська скульпторка, старша дочка гетьмана Павла Скоропадського.
- 1901 — Михайло Орест, український поет.
- 1918 — Борис Патон, вчений у галузі зварювальних процесів, металургії і технології металів.
- 1921 — Александр Дубчек, чехословацький державний діяч (†1992).
- 1923 — Мудрий Софрон Степан ЧСВВ, єпископ Івано-Франківський Української греко-католицької церкви з 1997 по 2005 рік.
- 1926 — Олесь Бердник, український письменник-фантаст, філософ, громадський діяч[2]. Автор понад 20 романів і повістей. Член-засновник Української Гельсінської групи (УГГ). Провідник українського гуманістичного об'єднання «Українська Духовна Республіка».
- 1940 — Богдан Козак, актор та режисер львівського драматичного театру імені М. Заньковецької, народний артист України, лауреат Шевченківської премії, декан факультету культури і мистецтв Львівського університету ім. Франка
- 1940 — Брюс Лі, китайський та американський кіноактор, майстер бойових мистецтв, інструктор і актор бойового кіно, один з найвпливовіших митців бойового жанру 20-го сторіччя.
- 1942 — Джимі Гендрікс, американський гітарист, співак і композитор (†1970).
- 1946 — Ігор Олексієнко, український зброяр, головний конструктор КБ «Спеціальної Техніки».
- 1977 — Оксана Хвостенко, українська біатлоністка, призерка п'яти чемпіонатів світу.

## Померли

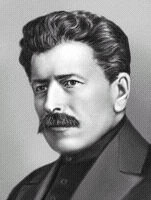
Митрофан Греков

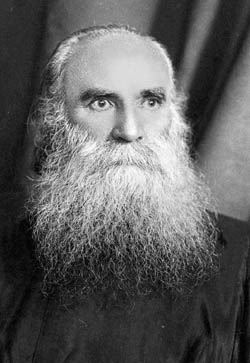
Василь Липківський

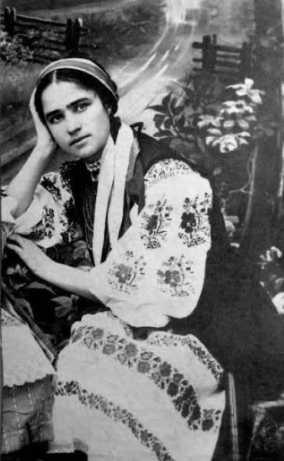
Віра Кутинська

Дивись також Категорія:Померли 27 листопада
- 8 до н. е. — Горацій, поет «золотого віку» римської літератури, разом з Вергілієм і Овідієм, один з найуславленіших авторів у всій світовій літературі.
- 1570 — Якопо Сансовіно, італійський художник і архітектор, центральна фігура ренесансної архітектури Венеції.
- 1654 — Пітер Меленер, фламандський художник-баталіст епохи бароко, учень Пітера Снайерса.
- 1680 — Атанасій Кірхер, німецький учений-енциклопедист і винахідник, священник-єзуїт.
- 1754 — Абрахам де Муавр, французький математик.
- 1836 — Шарль (Карл) Верне, французький жанровий художник, рисувальник і літограф; анімаліст і баталіст, художник-історіограф Наполеоновской армії. Син художника Клода Жозефа Верне; батько історичного художника Ораса Верне.
- 1852 — Ада Лавлейс, британський математик, зробила опис ранньої версії обчислювальної машини. Склала першу у світі програму, ввела у вжиток терміни «цикл» і «робоча комірка». На її честь названо мову програмування АДА. Вважається першим програмістом. Дочка англійського поета лорда Джорджа Гордона Байрона.
- 1895 — Александр Дюма (син), французький письменник (драматург, прозаїк, поет), член Французької академії з 1874.
- 1899 — Гвідо Гезелла, фламандський поет, філолог, фольклорист, лірик, член Королівської фламандської академії мови та літератури; за професією католицький священник.
- 1915 — Сигізмунд Заремба, український диригент, композитор, музичний критик і піаніст. Син українського композитора і піаніста Владислава Заремби.
- 1916 — Еміль Верхарн, бельгійський поет, який писав французькою мовою. Один із лідерів поетичного напрямку символізму.
- 1931 — Девід Брюс, шотландський лікар-хірург, патологоанатом та мікробіолог.
- 1934 — Греков Митрофан Борисович (при народженні Митрофан Павлович Мартищенко), художник-баталіст, вчився в Одеському художньому училищі у Кирияка Костанді і в Петербурзькій академії мистецтв у Іллі Рєпіна та Франца Рубо. Його ім'ям назване Одеське художнє училище
- 1937 — Василь Липківський, митрополит УАПЦ, розстріляний НКВД у Києві.
- 1937  — Аверкій (Полікарп Петрович Кедров), архієпископ Волинський і Житомирський.
- 1953  — Юджин Гладстоун О'Нілл, американський драматург. Лауреат Нобелівської премії з літератури за 1936 рік.
- 1955 
  - Емма Юнг, психоаналітик, дружина Карла Юнга ; засновниця аналітичної психології.
  - Артур Онеґґер , французький композитор і музичний діяч.
- 1978 — Гарві Мілк, американський політик.
- 1981 — Віра Кутинська, український аніматор та художник, учениця Михайла Бойчука.
  - Андре Юнебель, французький кінорежисер, сценарист та продюсер.
  - Фернан Бродель, французький історик.
- 1992  — Іван Генералич, хорватський художник-примітивіст.
- 2002  — Микола Тарновський, український письменник.
- 2010  — Ірвін Кершнер, американський кінорежисер, серед найвідоміших робіт якого друга частина «Зоряних воєн» і один з найвдаліших фільмів «бондіани», «Ніколи не кажи Ніколи» з Шоном Коннері.
- 2013  — Нілтон Сантус, бразильський футболіст, захисник . Дворазовий чемпіон світу.
- 2014  — Станіслав Мікульський, польський актор.